# Enyalioides touzeti
Espèce
Enyalioides touzeti est une espèce de sauriens de la famille des Hoplocercidae.

## Répartition
Cette espèce se rencontre dans les provinces d'Azuay, de Cañar, d'El Oro en Équateur et dans la région de Tumbes au Pérou.

## Étymologie
Cette espèce est nommée en l'honneur de Jean-Marc Touzet de la Fondation herpétologique Gustavo Orcés.

## Publication originale
- Torres-Carvajal, Almendáriz, Valencia, Yúnez-Muños & Reyes, 2008 : A new species of Enyalioides (Iguanidae: Hoplocercinae) from southwestern Ecuador. Papéis Avulsos de Zoologia (São Paulo), vol. 48, n. 20, p. 227-235 (texte intégral).